# Patrik Leitner
Patrik Leitner (Žilina, 7 febbraio 2002) è un calciatore slovacco, difensore del Chrudim in prestito dallo Žilina.

## Carriera

### Club
Ha giocato nella prima divisione slovacca.

### Nazionale
Ha giocato numerose partite con le varie nazionali giovanili slovacche.

## Statistiche

### Presenze e reti nei club
Statistiche aggiornate al 28 novembre 2023.
| Stagione        | Squadra         | Campionato      | Campionato | Campionato | Coppe nazionali | Coppe nazionali | Coppe nazionali | Coppe europee | Coppe europee | Coppe europee | Altre coppe | Altre coppe | Altre coppe | Totale | Totale |
| Stagione        | Squadra         | Comp            | Pres       | Reti       | Comp            | Pres            | Reti            | Comp          | Pres          | Reti          | Comp        | Pres        | Reti        | Pres   | Reti   |
| --------------- | --------------- | --------------- | ---------- | ---------- | --------------- | --------------- | --------------- | ------------- | ------------- | ------------- | ----------- | ----------- | ----------- | ------ | ------ |
| 2020-2021       | Žilina          | SL              | 1          | 0          | CS              | 0               | 0               | UEL           | 0             | 0             | -           | -           | -           | 1      | 0      |
| 2021-2022       | Žilina          | SL              | 5          | 0          | CS              | 1               | 1               | UECL          | 0             | 0             | -           | -           | -           | 6      | 1      |
| 2022-2023       | Žilina          | SL              | 23         | 0          | CS              | 2               | 0               | -             | -             | -             | -           | -           | -           | 25     | 0      |
| 2023-2024       | Žilina          | SL              | 8          | 1          | CS              | 3               | 0               | UECL          | 1             | 0             | -           | -           | -           | 12     | 1      |
| Totale carriera | Totale carriera | Totale carriera | 37         | 1          |                 | 6               | 1               |               | 1             | 0             |             | -           | -           | 44     | 2      |